# Pierre Bertholon de Saint-Lazare
Pour les articles homonymes, voir Bertholon et Saint-Lazare.
L'abbé Pierre-Nicolas Bertholon de Saint-Lazare, né le 21 octobre 1741 et mort le 21 avril 1800, est un physicien français, membre de la Société royale des sciences de Montpellier.

## Biographie
Il enseigna la physique à Montpellier. Outre un mémoire sur le vin, on lui doit divers ouvrages sur l'électricité, le paratonnerre (il était un ami de Benjamin Franklin) et un appareil pour prévenir les tremblements de terre.
Il est l'un des auteurs des volumes consacrés à la Physique par l'Encyclopédie méthodique.
Auteur d'un essai intitulé De l’électricité des végétaux, il s’intéresse aussi à l'électroculture, pour laquelle il conçoit deux dispositifs, l'« électrovégétomètre » et un système de « pluie électrique ».
La Marquise de la Tour du Pin accompagnait souvent son oncle, archevêque de Narbonne à Montpellier et dans ses mémoires  elle nous trace un tableau vivant de l'abbé Bertholon en 1783 :
"Je me rendais trois fois par semaine au beau cabinet de physique expérimentale des Etats, où le professeur en chef, l'abbé Bertholon, voulait bien faire un cours pour moi seule. Cela me permettait de visiter les instruments, d'exécuter les expériences avec lui, de les recommencer, de questionner à ma fantaisie et d'acquérir, par conséquent, beaucoup plus d'instruction que ce n'eût été possible dans les cours publics. Cet enseignement m'intéressait extrêmement. J'y apportais la plus grande attention, et l'abbé Bertholon se montrait satisfait de mon intelligence. Ma femme de chambre m'accompagnait et,  n'entendant presque pas le français, elle s'occupait à essuyer et à nettoyer les instruments, à la grande satisfaction du professeur."

## Publications
- Mémoire sur un nouveau moyen de se préserver de la foudre, 1777
- De l'Électricité du corps humain dans l'état de santé et de maladie, ouvrage dans lequel on traite de l'électricité de l'atmosphère, de son influence & de ses effets sur l'économie animale. &c. &c, 1780
- Mémoire qui a remporté le prix de la Société royale des sciences de Montpellier en 1780 sur cette question : Déterminer par un moyen fixe, simple et à la portée de tout cultivateur, le moment auquel le vin en fermentation dans la cuve aura acquis toute la force et toute la qualité dont il est susceptible, 1781
- Nouvelles Preuves de l'efficacité des para-tonnerres, 1783
- De l'Électricité des végétaux, 1783
- Des Avantages que la physique et les arts qui en dépendent peuvent retirer des globes aérostatiques, 1784
- De l'Électricité du corps humain dans l'état de santé et de maladie, 2 volumes, 1786
- De la Salubrité de l'air des villes et en particulier des moyens de la procurer, ouvrage couronné par l'Académie de Lyon, 1786
- De l'électricité des météores ouvrage dans lequel on traite de l'électricité naturelle en général, et des météores en particulier ; contenant l'exposition et l'explication des principaux phénomènes qui ont rapport à la météorologie électrique, d'après l'observation et l'expérience, 2 volumes, 1787, chez Bernuset, 391 pages

- De la Taille de la vigne, mémoire qui a remporté le prix de l'Académie de Montauban, 1788 (Ce mémoire contient une table des gravités spécifiques de différents vins : vins blancs de France ordinaires, de Moscou, de Frontignac, de Bourgogne, d'Orléans, de Campiene, vins rouges de Saint-Laurent, de Pontacq, d'Espagne, de Rota, de Malaga, de Xérès, de Canarie, de Malvoisie, du Rhin, du cap de Bonne-Espérance.)
- Journal des sciences utiles, par une société de gens de lettres, rédigé et mis en ordre par M. l'abbé Bertholon, 12 livraisons en 4 volumes, 1791

### Référence
1. ↑  « Un électricien du XVIIIe siècle, l'abbé Bertholon », publié le 14 mars 2014 par Édouard Bertouy (1936-2014) (BNF 11891720) sur le site edouard.bertouy.pagesperso-orange.fr (consulté le 17 octobre 2017)
2. ↑  Journal d'une femme de cinquante ans, éd. Chapelot, Paris, 1913 Page 54 [lire en ligne] lire en ligne sur Gallica